# クシシュトフ・ミエトゥス
クシシュトフ・ミエトゥス（Krzysztof Miętus、1991年3月8日 - ）は、ポーランド、ザコパネ出身のスキージャンプ選手。

## プロフィール
ミエトゥスは地元ザコパネのクラブKS Start Krokiew Zakopaneで競技を始め、2007年2月18日に地元ザコパネで行われたFISカップでは2位となった。
2008年1月12日にヴァル・ディ・フィエンメでスキージャンプ・ワールドカップにデビューしたが44位に終わった。同年2月のノルディックスキージュニア世界選手権団体戦では銅メダルを獲得した。
2009年1月16日の地元ザコパネ大会でワールドカップ初ポイントを獲得、翌2009-2010シーズンにワールドカップへ定着、バンクーバーオリンピック代表に抜擢されて個人ラージヒル、個人ノーマルヒルともに36位となった。